# التوسع الإمبراطوري المفرط

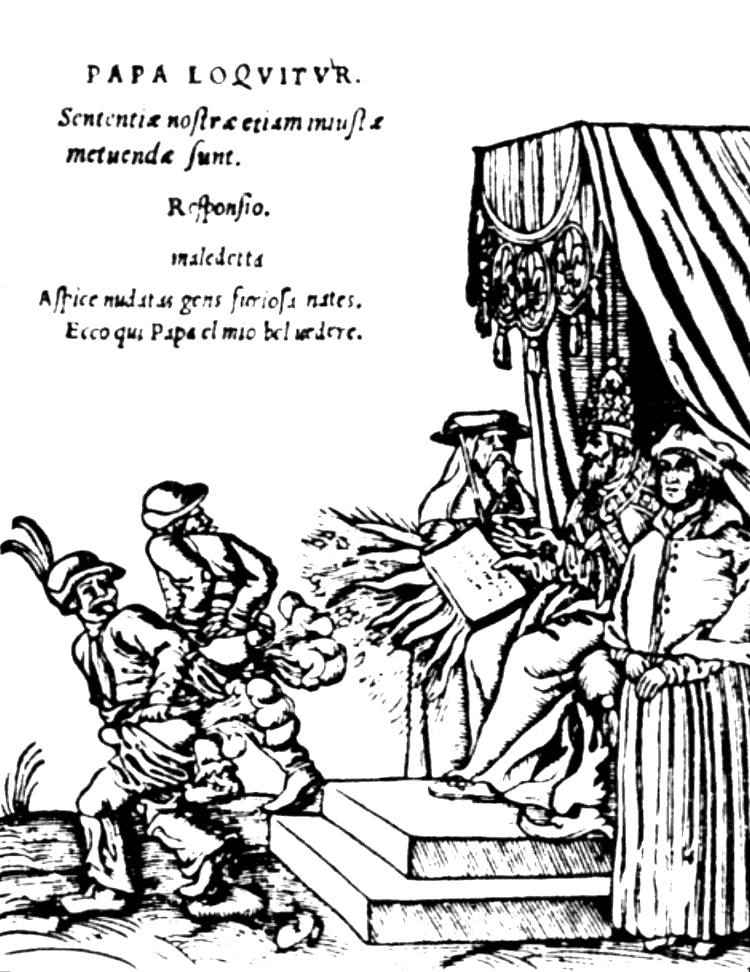
كان أحد الأمثلة على الإفراط الإمبراطوري عندما سمحت البابوية، المنشغلة بتوسيع الدولة البابوية، للإصلاح بالتصعيد خارج سيطرتها، كما هو موضح في سلسلة من النقوش الخشبية (1545) يشار إليها عادةً باسم سخرية البابا (باللاتينية: Papstspotbilder أو Papstspottbilder)، من تأليف لوكاس كراناخ، بتكليف من مارتن لوثر. العنوان: تقبيل أقدام البابا. يستجيب الفلاحون الألمان لثورة بابوية للبابا بولس الثالث. يقرأ التعليق: "لا تخفنا يا بابا، بحظرك، ولا تكن رجلاً غاضبًا. وإلا فسوف نستدير ونريك عجيزاتنا."

التوسع الإمبراطوري المفرط (بالإنجليزية: Imperial overstretch) مصطلح يصف الموقف الذي تمتد فيه الإمبراطورية إلى ما هو أبعد من قدراتها العسكرية والاقتصادية وغالبًا ما تنهار نتيجة لذلك. وقد روج لهذه الفكرة مؤرخ جامعة ييل بول كينيدي في كتابه صعود وسقوط القوى العظمى (كتاب) عام 1987 م. ووسّع جاك سنايدر الفكرة في كتابه أساطير الإمبراطورية عام 1991 م.
يمكن القول إن هذا كان صحيحًا بالنسبة للإمبراطورية الرومانية، التي كانت قوية وفعالة في القرنين الأول والثاني الميلاديين، على الرغم من بعض النكسات التي حصلت (في ألمانيا في عام 9 م؛ واسكتلندا في ثمانينيات القرن الأول الميلادية) ولكنها فقدت أراضٍ بعد ذلك (مثل داقية وبلاد الرافدين) ولم تتمكن من إبعاد الساكسون والهون وغيرهم من الشعوب البربرية في القرنين الرابع والخامس. كان هذا صحيحًا أيضًا بالنسبة للإمبراطورية النابليونية، التي حققت مكاسب سريعة من خلال الغزو في العقد الأول بعد أن أصبح نابليون إمبراطورًا لفرنسا، لكنها أصبحت مفرطة التوسع عسكريًا عندما حاولت غزو روسيافي عام 1812. وعلى نحو مماثل، تجاوزت قوى المحور الثلاث الرئيسة نفسها أثناء الحرب العالمية الثانية:
1. ألمانيا النازية: خاضت الحرب منذ عام 1939 في أوروبا الغربية والشرقية، فطُوِّقَت وغُزيَت وسقطَت في عام 1945.
2. إمبراطورية اليابان: قادت حربًا شاملة في الصين والمحيط الهادئ.
3. إيطاليا الفاشية: فتحت في عام 1940 جبهات متزامنة في إفريقيا والبلقان والبحر الأبيض المتوسط، عانت من انتكاسات وسقطت في عام 1943.

وفقًا لجاك سنايدر [الإنجليزية]، يحدث الإفراط في التوسع الإمبراطوري عندما توجه الأفكار القائلة بأن الأمن يمكن تحقيقه على أفضل وجه من خلال التوسع الإمبراطوري حركة صُنَّاع السياسات. يشير سنايدر إلى هذه الأفكار باعتبارها أساطير الإمبراطورية، لأنها تميل إلى أن تكون مضادة للإنتاجية.
تعرضت وجهة نظر بول كينيدي لانتقادات من العديد من الاتجاهات، منهم مؤرخ ما بعد الحداثة هايدن وايت، والمؤرخ الاقتصادي نيال فيرغسون وكُتاب الماركسية مثل بيري أندرسون وأليكس كالينيكوس.

## طالع أيضًا
- انهيار مجتمعي